# Собань Олександр Володимирович
Олександр Володимирович Собань (нар. 15 вересня 1968, с. Новокиївка, нині Україна) — український громадсько-політичний діяч. Голова Гусятинської РДА (від ? до 9 вересня 2013).

## Життєпис
Олександр Собань народився 15 вересня 1968 року у селі Новокиївці, нині Баштанського району Миколаївської области.
Закінчив Кам’янець-Подільський педагогічний інститут (1992). Працював керівником гуртків Чемеровецького будинку школярів (1991—1992), вчителем історії Гуківської середньої школи (1992—1995), директором Гуківської (1995—1997), Андріївської (1997—2002) та Летавської загальноосвітніх шкіл, головою Гусятинської РДА (2011—2013), заступником голови Городоцької РДА (2013—2014), Кугаєвецьким сільським головою Чемеровецького району (2014—2016), від 2016 — Чемеровецький селищний голова.